# Fußball Club Südtirol
Maillots
Actualités
Le Fußball Club Südtirol G.m.b.H. - S.r.l., également connu sous le nom de FC Südtirol, FC Alto Adige, FC Südtirol-Alto Adige ou FC Südtirol Bolzano-Bozen, est un club italien de football. Il est basé à Bolzano dans la province de Bolzano.

## Historique
- 1974 : fondation du club sous le nom Sport Verein Milland
- 1977 : affiliation à la FIGC
- 1980 : ré-affiliation à la FIGC après un an d'inactivité
- 1995 : changement de nom : F.C. Südtirol Altoadige Calcio.
- 2000 : changement de nom : F.C. Südtirol et déménagement vers Bolzano
- 2000-2010 : évolue en Série C2 qui renommé en Ligue Pro Deuxième Division. Il remporte la poule A de la Ligue en 2010.
- 2010-2011 : évolue en Serie C
- 2022-2023 : évolue en Serie B

## Changements de noms
- 1974-1995 : Sport Verein Milland
- 1995-2001 : FC Südtirol-Alto Adige
- 2001- : Fussball Club Südtirol

## Identité visuelle

Ancien logo.
Logo actuel.

## Effectif actuel
| N° | Nat.                 | Poste | Nom du joueur                              |
| -- | -------------------- | ----- | ------------------------------------------ |
| 1  | Drapeau de l'Italie  | G     | Giacomo Poluzzi                            |
| 3  | Drapeau de l'Italie  | D     | Andrea Cagnano                             |
| 5  | Drapeau de la France | D     | Kevin Vinetot                              |
| 6  | Drapeau de l'Italie  | D     | Luca Ghiringhelli                          |
| 7  | Drapeau de l'Italie  | M     | Nicholas Siega                             |
| 8  | Drapeau de l'Italie  | M     | Gabriel Lunetta                            |
| 9  | Drapeau de l'Italie  | A     | Emanuele Pecorino (en prêt de la Juventus) |
| 11 | Drapeau de l'Italie  | M     | Riccardo Ciervo (en prêt de Sassuolo)      |
| 12 | Drapeau de l'Italie  | G     | Giacomo Drago                              |
| 14 | Drapeau de l'Italie  | D     | Giuseppe Cuomo                             |
| 15 | Drapeau de l'Italie  | M     | Jérémie Broh (en prêt de Palermo)          |
| 17 | Drapeau de l'Italie  | M     | Daniele Casiraghi                          |
| 18 | Drapeau de l'Italie  | A     | Matteo Rover                               |

| No. | Nat.                   | Position | Nom du joueur                           |
| --- | ---------------------- | -------- | --------------------------------------- |
| 21  | Drapeau de l'Italie    | M        | Fabian Tait                             |
| 22  | Drapeau de l'Italie    | G        | Stefan Alex Dregan                      |
| 23  | Drapeau de l'Italie    | A        | Nicola Rauti (en prêt du Torino)        |
| 24  | Drapeau de l'Italie    | D        | Simone Davì                             |
| 26  | Drapeau de l'Italie    | A        | Andrea Cisco                            |
| 27  | Drapeau de l'Albanie   | D        | Cristian Shiba                          |
| 28  | Drapeau de l'Italie    | D        | Raphael Kofler                          |
| 30  | Drapeau de l'Italie    | D        | Andrea Giorgini                         |
| 33  | Drapeau de l'Albanie   | A        | Silvio Merkaj                           |
| 42  | Drapeau de la Belgique | M        | Daouda Peeters (en prêt de la Juventus) |
| 55  | Drapeau de l'Italie    | D        | Andrea Masiello                         |
| 77  | Drapeau de l'Italie    | M        | Lorenzo Lonardi                         |
| 90  | Drapeau de l'Italie    | A        | Raphael Odogwu                          |